# Sierra Katow
Sierra Lynn Katow (Pasadena, 2 agosto 1994) è un'attrice, cabarettista, sceneggiatrice e autrice di podcast statunitense.

## Biografia

### Primi anni
Sierra Katow è nata a Pasadena, California, da Vincent e Corinne Katow, in una famiglia di discendenze cinesi e giapponesi asioamericani da quattro generazioni. Cresciuta a La Cañada, nella contea di Los Angeles, ha frequentato la La Cañada Elementary School, il La Cañada High School, e l'Università Harvard, dove ha militato nell'Harvard College Stand-Up Comic Society ed è stata vice presidentessa dell'Harvard Lampoon, nonché vignettista del The Harvard Crimson dal 2013 al 2014, per poi laurearsi in informatica nel 2016.
Durante le pause estive negli anni trascorsi al college, Katow si è inoltre esibita in vari spettacoli di stand-up comedy tra Boston e Hollywood, ed ha partecipato a un roast del Lampoon per una cerimonia di premiazione a Jimmy Fallon nel 2015.

### Carriera
Katow ha iniziato ad esibirsi all'età di 16 anni, debuttando nel circuito degli stand-up comedian della West Coast durante il liceo, per poi proseguire anche al college esibendosi in numerose serate di microfono aperto nei comedy club della zona di Boston ed organizzando vari duetti con altri comici per i backstage.
È stata la comica più giovane ad apparire nella nona stagione di Last Comic Standing nel 2015, per il quale ha sostenuto un provino durante il suo primo anno universitario, e si è anche esibita come comica in programmi televisivi quali Last Call with Carson Daly, Just For Laughs Digital, Laughs (su Fox) e Acting Out (su MTV).
Nel 2020, Variety ha annunciato che Katow si sarebbe unita al cast della commedia sulla quarantena di Chris Blake Distancing Socially, film girato al culmine della pandemia di COVID-19 unicamente tramite tecnologie da remoto e iPhone 11, per poi venire acquisito e distribuito da Cinedigm nell'ottobre 2021.
Nel 2021, Katow ha doppiato due personaggi nel film Disney Raya e l'ultimo drago e si è unita al cast della commedia drammatica HBO Max di Mindy Kaling The Sex Lives of College Girls nel ruolo ricorrente di Evangeline Hashima. Inoltre ha realizzato il segmento comico I Am Frenchie per la serie animata per adulti di FXX Cake.
Katow ha scritto sceneggiature per Take My Wife, Drop the Mic, Terra chiama Ned e Close Enough per HBO Max; The Wedding Coach per Netflix ed Eureka! per Disney Jr., oltre ad essere coinvolta in diversi progetti della Wong Fu Productions, inclusa la serie Dating After College che la vede nella doppia veste di interprete e sceneggiatrice. Ha inoltre interpretato Mulan nella produzione web di Screen Junkies The Roast of Beauty and the Beast.
Ha co-presentato il podcast comico SCUSSION con SCLARQ + SKATOW col collega comico e compagno di studi da Harvard Sam Clark nel 2016, mentre dal 2019 conduce il podcast Stay Podsitive with Sierra Katow.
Al di fuori dell'attività comica, Katow è attiva come sviluppatrice web freelance.

## Filmografia

### Attrice

#### Cinema
- Holding, regia di Jesse D. Turk e Jon Zucker - cortometraggio (2018)
- Stages, regia di Marta Roncada - cortometraggio (2019)
- Distancing Socially, regia di Chris Blake (2020)
- Ant-Man and the Wasp: Quantumania, regia di Peyton Reed (2023)
- See Saw, regia di Matt Porter - cortometraggio (2023)
- Heritage Day, regia di Lara Everly - cortometraggio (2023)
- Fintech, regia di Mekki Leeper - cortometraggio (2023)
- The Ascension Program, regia di Max Deleo - cortometraggio (2023)

#### Televisione
- Take My Wife - serie TV, episodio 2x07 (2018)
- Dating After College - miniserie TV, 7 episodi (2019)
- The Sex Lives of College Girls - serie TV, 12 episodi (2021-2022)

#### Web
- How to Define the Relationship, regia di Wesley Chan e Philip Wang - cortometraggio (2017)
- Screen Junkies Roasts - webserie, episodio 1x06 (2017)
- How Asians Celebrate Halloween, regia di Taylor Chan - cortometraggio (2018)

### Sceneggiatrice
- Last Comic Standing - episodio 9x04 (2015)
- Dating After College - 3 episodi (2019)
- The Report - cortometraggio (2019)
- Epic Night - 4 episodi (2019)
- Terra chiama Ned (Earth to Ned) - 20 episodi (2020-2021)
- Cake - segomento I Am Frenchie, 10 episodi (2021)
- Close Enough - 7 episodi (2022)
- Eureka! - 17 episodi (2022-2023)
- Sierra Katow: Funt - special TV (2024)
- Exploding Kittens - 9 episodi (2024)

### Doppiatrice
- Nu Sheng Su She Ri Chang - serie TV, 25 episodi (2016)
- Raya e l'ultimo drago, regia di Don Hall e Carlos López Estrada (2021)
- Cake - segomento I Am Frenchie, episodio 1x05 (2021)